# Södermanland
Södermanland è una provincia storica (landskap) della Svezia sud-orientale.  È situata nella regione di Svealand ed è divisa, a livello amministrativo, fra l'omonima contea di Södermanland e quella di Stoccolma, essendo quest'ultima una creazione moderna che ha sottratto appunto vari comuni alla provincia storica. 
Confina con le province di Östergötland, Närke, Västmanland e Uppland.
Il confine settentrionale con la provincia di Västmanland è rappresentato dal vasto lago Mälaren e la provincia si affaccia, ad est, sul Mar Baltico. Il suo nome significa terra degli uomini meridionali, essendo a sud dell'Uppland. Il suo antico capoluogo era Strängnäs, sede della diocesi della provincia.

## Città
- Eskilstuna
- Flen
- Katrineholm
- Mariefred
- Nacka
- Nyköping
- Nynäshamn
- Oxelösund
- Stoccolma (metà)
- Strängnäs
- Södertälje
- Torshälla
- Trosa